# Internationale Wielertrofee Jong Maar Moedig

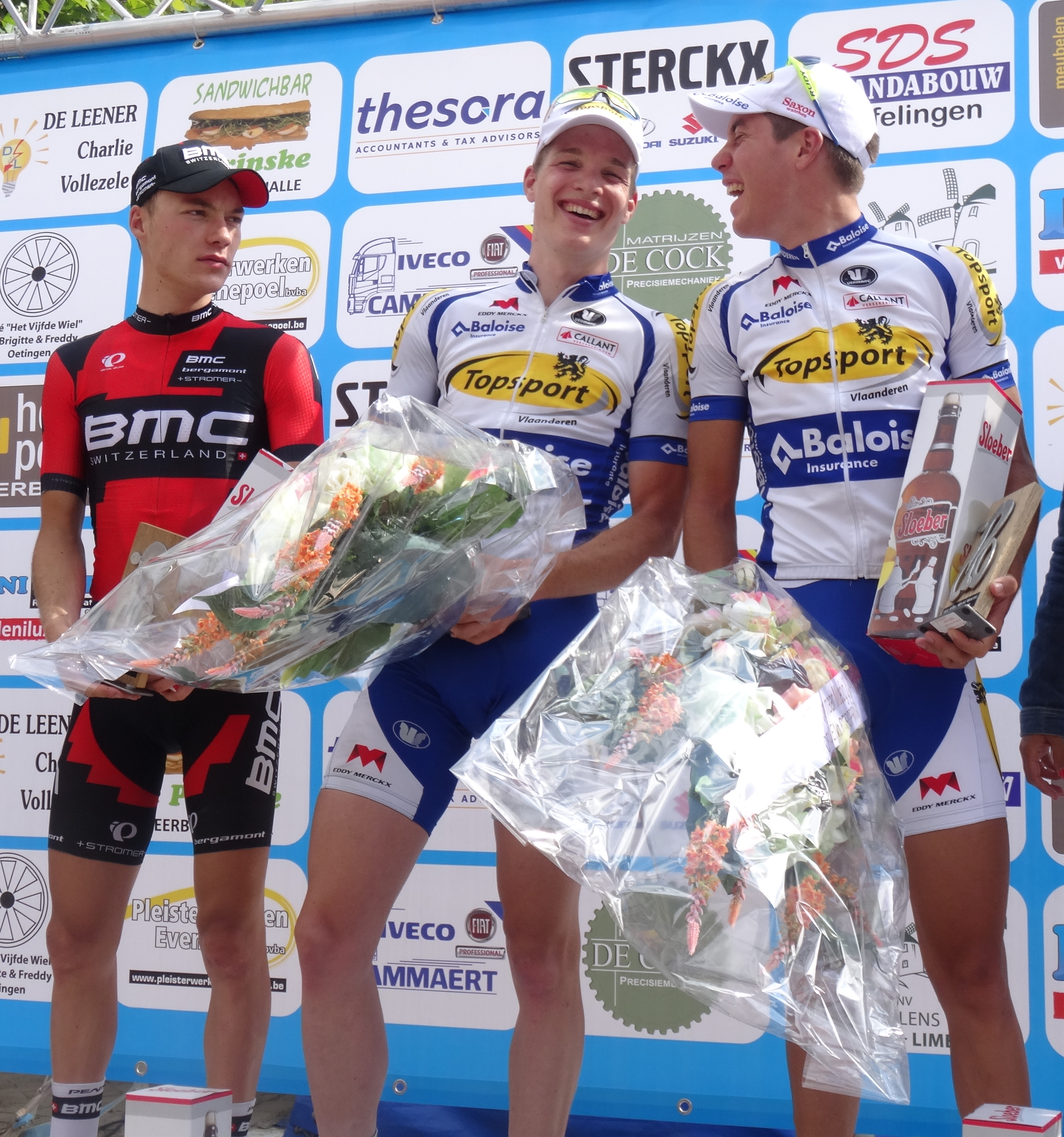
Podium 2014: Loïc Vliegen (2.), Gijs Van Hoecke (1.) & Jelle Wallays (3.).

Die Internationale Wielertrofee Jong Maar Moedig ist ein belgisches Eintagesrennen für Radrennfahrer in Gooik (Provinz Flämisch-Brabant). Das 1985 zum ersten Mal veranstaltete Rennen wird jährlich Ende Juni ausgetragen. Seit 2005 zählt es zur UCI Europe Tour und ist in die Kategorie 1.2 eingestuft. Damit sind belgische Professional Continental Teams sowie Continental Teams und regionale Vereins- oder Auswahlmannschaften startberechtigt. Die Strecke führt über zahlreiche Abschnitte, die auch von berühmten Profiklassikern wie der Flandern-Rundfahrt bekannt sind, zum Beispiel die Mauer von Geraardsbergen.
Bei seiner Gründung hieß der Wettbewerb noch Grand Prix Jerry Blondel, 1987 wurde er in Trophée cycliste international Jerry Blondel umbenannt. Seit 1998 trägt das Rennen seinen jetzigen Namen. Es wird vom Wielerclub Jong maar Moedig aus Oetingen organisiert. Bislang konnten sich erst drei nicht-belgische Fahrer in die Siegerliste eintragen. Eine Damenwertung gibt es bei dem Rennen bis heute nicht. Unter den ehemaligen Gewinnern finden sich auch Fahrer, die später als Profis größere Bekanntheit erlangen konnten, so zum Beispiel Tom Boonen, Peter van Petegem, Thomas De Gendt, Greg Van Avermaet, Stefan van Dijk oder der Radcrosser Sven Nys.

## Siegerliste
| - 2019 Julien van den Brande - 2018 Jérôme Baugnies - 2017 Toon Aerts - 2016 Jérôme Baugnies - 2015 Dimitri Claeys - 2014 Gijs Van Hoecke - 2013 Tim Declercq - 2012 Tim Declercq - 2011 Bert Scheirlinckx - 2010 Sven Jodts - 2009 Thomas De Gendt - 2008 Stijn Neirynck - 2007 Sven Nys - 2006 Greg Van Avermaet - 2005 Gert Vanderaerden - 2004 Daniel Vereist - 2003 Hans De Meester - 2002 Michael Blanchy - 2001 Tom Boonen - 2000 Christopher Newton | - 1999 Stefan Van Dijk - 1998 Matthé Pronk - 1997 Danny In ’t Ven - 1996 Frederic Moerman - 1995 Steve De Wolf - 1994 Denis Francois - 1993 Sébastien Van Den Abeele - 1992 Frank Corvers - 1991 Peter Van Petegem - 1990 Tom Desmet - 1989 Alain Van Den Bossche - 1988 Marc Brock - 1987 Peter De Clercq - 1986 Rudi Van Der Haegen - 1985 Greg Moens |